# Carlos Payán
Carlos Payán Velver (Ciudad de México, 2 de febrero de 1929-17 de marzo de 2023) fue un político, periodista y escritor mexicano. Fue el primer director y fundador (y aparece como director fundador) del periódico La Jornada.
Ha colaborado para diversos órganos de información de partidos políticos, como El Machete del Partido Comunista Mexicano y de la Revista Memoria del Centro de Estudios para el Movimiento Obrero Socialista.[cita requerida]
Formó parte de la redacción del periódico Unomásuno y, tras la salida de este, fue elegido como director del diario mexicano de izquierda La Jornada, en el cual ejerció la dirección hasta que pasó a Carmen Lira Saade. Ha recibido premios del Club de Periodistas.[cita requerida]
Fue consejero de la Comisión Nacional de Derechos Humanos y miembro de la comisión de Garantías y Vigilancia del Partido de la Revolución Democrática (PRD). Fue senador de la República por el PRD, formó parte de la COCOPA. Se desempeñaba como presidente de Argos Producciones.[cita requerida]
Se distingue por presentar innovaciones y creaciones televisivas que han gustado a ciertos sectores de la población, principalmente latina.[cita requerida]
En 2018, fue galardonado con la medalla Belisario Domínguez del Senado de la República.
En 2022, el Instituto del Fondo Nacional de la Vivienda de los Trabajadores (INFONAVIT) inauguró el auditorio con el nombre de "Garlos Payán Velver" en honor a su trayectoria e impacto en la procuración de la justicia social. Este auditorio está en el edificio  “La casa de las y los trabajadores”.